# Gárdony
Gárdony [gárdoň] je město a letovisko v Maďarsku v župě Fejér. Leží u břehu jezera Velence. Nachází se asi 6 km východně od Székesfehérváru a je správním městem stejnojmenného okresu. V roce 2018 zde žilo 11 204 obyvatel. Podle údajů z roku 2011 zde bylo 86,7 % obyvatel maďarské, 1,3 % německé, 0,3 % rumunské a 0,2 % romské národnosti.
Jedná se o oblíbenou turistickou destinaci v blízkosti jezera Velence. Město má samotné tři části, kromě samotného Gárdony pod něj spadají ještě Agárd a Dinnyés. Předpokládá se, že první osídlení v místě současného města vzniklo již v 13. století. Jeden písemný doklad připomíná tento název k roku 1260. Díky turistice se nicméně původní obec rozrostla do dnešní podoby. Dne 31. března 1989 získalo Gárdony statut města. 

## Partnerská města
- Żary, Lubušské vojvodství, Polsko
- Gieboldehausen, Německo
- Kirchbach, Rakousko
- Lesquin, Francie
- Mörlenbach, Německo
- Postabuer-Heng, Německo
- Salo, Finsko
- Valea Crișului, Rumunsko